# Varius Manx
Varius Manx — польський музичний рок-гурт, заснований у 1990 році у місті Лодзь, лідером та композитором якої є Роберт Янсон. Назва гурту розшифровується як «дивний кіт породи Менкс».

## Історія гурту
Перший альбом, The Beginning (Початок), до якого входили виключно інструментальні композиції, вийшов у 1990 році і добився значного успіху. Наступний альбом — The New Shape (Нова фігура) — включав вокальні композиції Янсона, Роберта Амірана та запрошеної гості Едіти Бартошевич.

### Аніта Ліпніцка
Прорив відбувся у 1994 році після видання альбому Emu, який ознаменував кардинальні зміни в музиці гурту. Тепер у складі колективу з'явився головний вокаліст — Аніта Ліпніцка. Пісні стали виконуватись переважно польською мовою.
Дана формула була особливо успішна для гурту, що вплинуло і на видання альбому Elf (1995). І Elf і Emu були видані тиражами більше півмільйона копій. Гурт отримав польську національну премію — Fryderyk у 1995 як найкращий музичний гурт.
Згодом гурт пише саундтрек до фільму Молоді вовки, який містив частину пісень з альбому Elf. У 1994 році Varius Manx перемагає на Міждународному фестивалі пісні у Сопоті.

### Кася Станкевич
У 1996 році гурт з'являється на телешоу «Шанс на успіх» (пол. Szansa na sukces), караоке-шоу, де учасники повинні співати пісні запрошеного гурту. За результатами даної телегри перемогла 19-річна Кася Станкевич. Згодом, коли Ліпніцка залишила гурт, щоби зайнятися своєю сольною кар'єрою, інші учасники колективу прийняли рішення запросити вокалісткою Касю.
Разом з нею був записаний альбом Ego, який теж мав шалений успіх, а також записана найвідоміша пісня гурту — Тінь Орла (пол. Orła cień), що виконувалася у польському фільмі Кіллер (пол. Kiler). Як і попередні альбоми, в Ego була присутня значна доля англомовних пісень.

## Дискографія
Традиційними для гурту є трибуквені назви студійних альбомів (після двох перших), які розпочинаються літерою Е.
- The Beginning (1990)
- The New Shape (1993)
- Emu (1994) з Анітою Ліпніцкою
- Elf (1995) з Анітою Ліпніцкою
- Ego (1996) із Касею Станкевич
- End (1997) із Касею Станкевич
- Najlepsze z dobrych (2000) із Касей Станкевич
- Eta (2001) із Монікою Кушиньскою
- Eno (2002) із Монікою Кушиньскою
- Emi (2004) із Монікою Кушиньскою
- Varius Manx Symfonicznie. Tyle siły mam (2006) із Монікою Кушиньскою
- Eli (2011)
- Ent (2018)

### Сингли
- Dream Time Song — 1993
- Blind Fate — 1993
- Zanim zrozumiesz — 1994
- Tokyo — 1994
- Piosenka księżycowa — 1994
- Mój przyjaciel — 1994
- Zabij mnie (Dlaczego ja) — 1995
- Pocałuj noc (Do ciebie) — 1995
- Oszukam czas — 1995
- Zamigotał świat — 1995
- Wstyd — 1996
- Orła cień — 1996
- Ten sen — 1996
- Mówią mi — 1996
- Ruchome piaski — 1996
- Dom, gdzieś blisko mnie — 1997
- Kiedy mnie malujesz — 1997
- Najmniejsze państwo świata — 1997
- Pilnujcie marzeń — 1997
- Teraz i tu — 2000
- Wolni w niewoli — 2000
- Maj — 2001
- Jestem twoją Afryką — 2001
- Jestem Tobą — 2001
- Moje Eldorado — 2002
- Jest w nim — 2002
- Sonny — 2003
- Kilka sekund — 2003
- Znów być kochaną 2003
- Pamiętaj mnie — 2004
- Stay in my heart (ft. Red) 2004
- Carry 2004
- Bezimienna — 2005
- Tyle siły mam — 2006